# Vandellia lobelioides
Vandellia lobelioides är en tvåhjärtbladig växtart som beskrevs av Ferdinand von Mueller. Vandellia lobelioides ingår i släktet Vandellia och familjen Linderniaceae. Inga underarter finns listade i Catalogue of Life.